# Ɛ
Cette page contient des caractères spéciaux ou non latins. S’ils s’affichent mal (▯, ?, etc.), consultez la page d’aide Unicode.
Ne doit pas être confondu avec la lettre grecque epsilon ‹ Ε ε › ou les lettres cyrilliques ié ukrainien ‹ Є є › et zé réfléchi ‹ Ԑ ԑ ›.
Ɛ (minuscule ɛ), appelé epsilon, epsilon latin, ou E ouvert, est une lettre additionnelle de l’alphabet latin qui est utilisée dans l’écriture de plus d’une centaine de langues africaines et dans certaines langues nord-américaines. Sa graphie minuscule est également utilisée dans l'alphabet phonétique international et d’autres alphabets phonétiques. Elle est habituellement appelée epsilon lorsqu’elle est utilisée comme lettre de l’alphabet, mais on l’appelle aussi E ouvert dans les notations phonétiques.
Cet epsilon n’est cependant pas l’epsilon grec, noté ‹ Ε › en majuscule et ‹ ε › en minuscule ; c’est pour cette raison qu’on l’appelle aussi epsilon latin.

## Utilisation
En Afrique, l’epsilon latin est utilisé comme voyelle pour écrire les langues akan, le bafia, le bambara (ou mandenkan), le baoulé, le bassa, le bwamu, le dioula, le douala, l’ewondo, les langues gbe comme l’aja-gbe, l’ewe, le fon, le gen ou le gun, l’ikposso, le kakabé, le komo le lika, le lingala, le loko, le lomongo, le maa, le mangbetu, le me’en, le medumba, le moré, le mursi, le ngiemboon, le nuer, le saxwe, le suri, le wum, le yala, le yamba, le yoruba (au Bénin), et comme consonne (consonne fricative pharyngale voisée, [ʕ]) pour écrire les langues berbères.
En Amérique du Nord, l’epsilon latin est utilisé pour écrire le chipewyan (Saskatchewan), le comox, l’otomi de la sierra, l’otomi de la Tenango, le pame central et le pame du Nord.
En Asie, l’epsilon latin est utilisé dans la transcription Pe̍h-ōe-jī de plusieurs dialectes de Zhangzhou dont notamment le hokkien de Penang (en), alternativement celui-ci est transcrit avec e point suscrit à droite ‹ e͘ ›.

### Langues berbères
L’epsilon latin ‹ ɛ › est utilisé pour représenter une consonne fricative pharyngale voisée, [ʕ], dans l’écriture de plusieurs langues berbères telles que le chleuh, le kabyle, le chaoui, le rifain, le tamasheq, le chelha tunisien, le nafusi (en Libye), le siwi (en Égypte), etc. Certains auteurs utilisent plutôt l’ezh refléchi ‹ ƹ ›.

### Italien

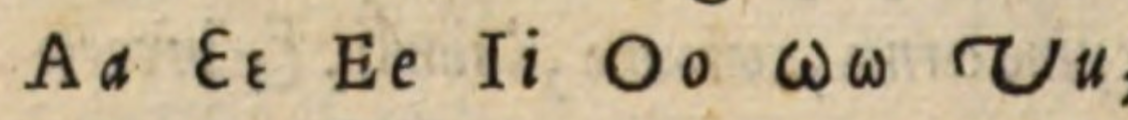
Voyelles dans Trissino, Dubbii Grammaticali, 1529

Déjà à la Renaissance, on retrouve l’epsilon utilisé comme lettre latine pour représenter une voyelle moyenne inférieure antérieure non arrondie [ɛ] (au côté de ‹ j, u ꞷ, ʃ › comme lettres respectivement distinctes de ‹ i, v, o, s ›) dans une réforme de l’orthographe italienne proposée par Gian Giorgio Trissino, notamment dans Ɛpistola del Trissino de le lettere nuωvamente aggiunte ne la lingua Italiana publié en 1524, et retrouvée dans certaines éditions de Tolomeo Janiculo comme la réimpression de 1529 de De la volgare eloquenzia de Dante Alighieri, utilisant le type de Ludovico degli Arrighi.

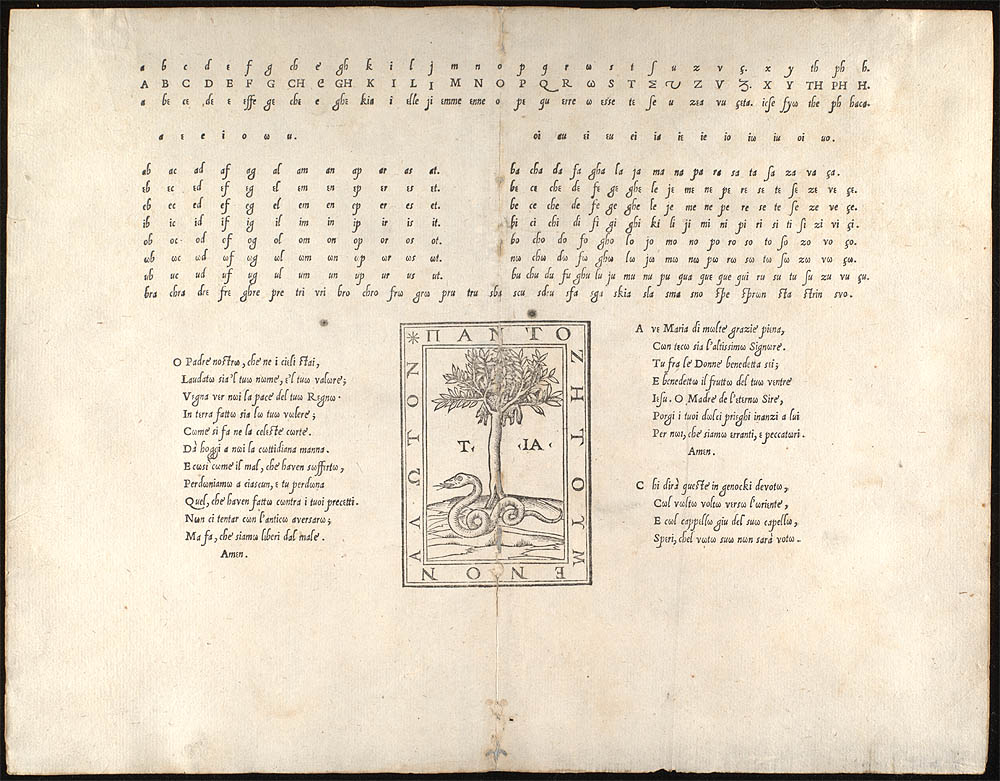
Specimen de caractère de Ludovico degli Arrighi étendu et utilisé par Tolomeo Janiculo, circa 1522, avec une forme d’epsilon latin.

### Alphabet phonotypique

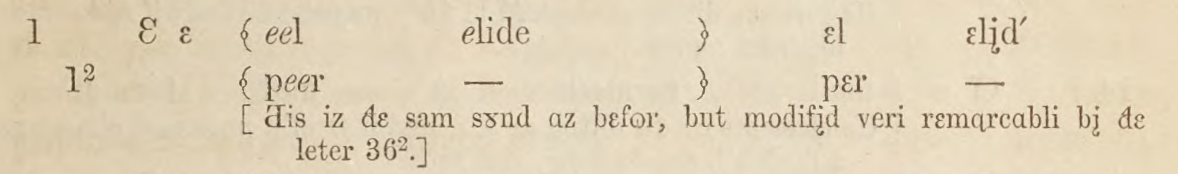
Description de la lettre epsilon par Ellis en 1848, en anglais écrit avec l’alphabet phonotypique.

La lettre epsilon latin est utilisée dans l’alphabet phonotypique d’Isaac Pitman et Alexander John Ellis et plusieurs de ses variantes.

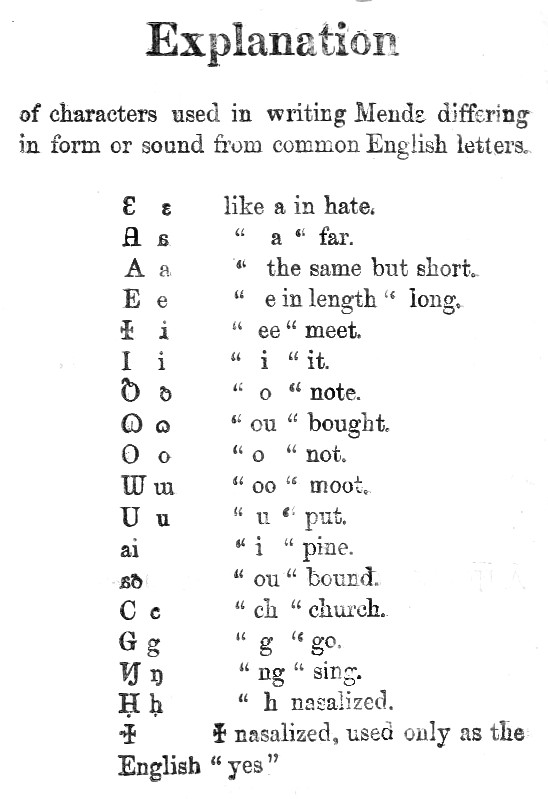
Lettres additionnelles de l’alphabet de Pitamn, dont l’oméga fermé, utilisées dans l’Évangile de Luc en mendé de 1871.

## Linguistique
Ɛ représente une voyelle moyenne inférieure antérieure non arrondie (précisément écrite [ɛ] dans l'alphabet phonétique international).

## Diacritiques
La lettre E ouvert peut-être munie de diacritiques dans l'écriture d'un certain nombre de langues utilisant l'alphabet latin :
- Ɛ̀/ɛ̀ : accent grave (indiquant un ton)
- Ɛ́/ɛ́ : accent aigu (indiquant un ton)
- Ɛ̂/ɛ̂ : accent circonflexe (indiquant un ton)
- Ɛ̌/ɛ̌ : accent antiflexe (indiquant un ton)
- Ɛ̄/ɛ̄ : macron (bangolan)
- Ɛ᷆/ɛ᷆ : macron-grave
- Ɛ᷇/ɛ᷇ : aigu-macron
- Ɛ̱/ɛ̱ : macron souscrit (nuer, otomi de Tenango)
- Ɛ̱̈/ɛ̱̈ : macron souscrit et tréma (nuer)
- Ɛ̃/ɛ̃ : tilde (indiquant la nasalisation)
- Ɛ̈/ɛ̈ : tréma (dinka, nuer)
- Ɛ̨ ɛ̨ : ogonek (chipewyan, otomi de la sierra)
- Ɛ̰/ɛ̰ : tilde souscrit
- Ɛ̰́/ɛ̰́ : tilde souscrit et accent aigu
- Ɛ̰̀/ɛ̰̀ : tilde souscrit et accent grave
- Ɛ̰̄/ɛ̰̄ : tilde souscrit et macron

## Représentations informatiques
L’epsilon latin (erronément appelé open e, « e ouvert » en anglais) peut être représenté avec les caractères Unicode (latin étendu B, Alphabet phonétique international) suivants :
| lettres      | représentations | chaînes de caractères | points de code | descriptions                          | note                                                                     |
| ------------ | --------------- | --------------------- | -------------- | ------------------------------------- | ------------------------------------------------------------------------ |
| majuscule    | Ɛ               | Ɛ                     | U+0190         | lettre majuscule latine epsilon       |                                                                          |
| minuscule    | ɛ               | ɛ                     | U+025B         | lettre minuscule latine epsilon       | à ne pas confondre avec la lettre minuscule grecque epsilon ‹ ε › U+03B5 |
| modificative | ᵋ               | ᵋ                     | U+1D4B         | lettre modificative minuscule epsilon | codé pour le symbole phonétique                                          |